# Ronald H. Spector
Ronald H. Spector (* 1943) ist ein US-amerikanischer Militär- und Marinehistoriker. Er ist Professor für Geschichte und Internationale Beziehungen an der George Washington University.
Spector studierte an der Johns Hopkins University mit dem Bachelor-Abschluss und an der Yale University, an der er promoviert wurde. Von 1967 bis 1969 war er beim Marine Corps (und ebenfalls 1983/84). Er war als erster Zivilist Direktor des Naval History and Heritage Command der US Navy (von 1986 bis 1989) und des Naval Historical Center in Washington, D.C. Bevor er an der George Washington University lehrte, war er an der Louisiana State University, der University of Alabama und an der Princeton University.
Spector befasst sich mit dem Krieg der USA gegen Japan im Zweiten Weltkrieg, speziell dem Seekrieg, dem Vietnamkrieg und der unmittelbaren Nachkriegszeit in Ostasien. Er war Gastprofessor in Indien und Israel (als Fulbright Lecturer), am National War College und an der Keiō-Universität in Japan. 2005/06 war er Inhaber des Harold Keith Johnson Chair of Military History am United States Army Center of Military History.
2012 erhielt er den Samuel Eliot Morison Prize.

## Schriften (Auswahl)
- A Continent Erupts: Decolonization, Civil War, and Massacre in Postwar Asia, 1945-1955. W. W. Norton, New York 2022, ISBN 978-0-393-25465-5.
- In the Ruins of Empire: The Japanese Surrender and the Battle for Postwar Asia, Random House 2007
- Professors of War: The Naval War College and the Development of the Naval Profession, Naval War College Press, Washington D. C. 2005
- At War At Sea: Sailors and Naval Combat in the Twentieth Century, Viking 2001 (erhielt den Distinguished Book Award der Society for Military History)
- After Tet: The Bloodiest Year in Vietnam, New York: Free Press 1993
- Eagle Against the Sun: The American War with Japan, New York: Free Press 1985 (erhielt den Theodore and Franklin Roosevelt Prize for Naval History)
- Researching the Vietnam experience, US Center for Military History, Washington D. C. 1984
- United States Army in Vietnam. Advice and support: The early years, 1941-1960, Washington D. C. 1983 (Center for Military History)
- Admiral of the new empire: the life and career of George Dewey, Louisiana State University Press 1974